# Axonolaimus interrogativus
Axonolaimus interrogativus är en rundmaskart som beskrevs av Christian Wieser 1959. Axonolaimus interrogativus ingår i släktet Axonolaimus och familjen Axonolaimidae. Inga underarter finns listade i Catalogue of Life.